# Cucina sierraleonese
La cucina sierraleonese comprende i cibi e le abitudini culinarie della Sierra Leone. Tra i piatti più consumati e apprezzati in Sierra Leone, si annoverano il pão de queijo (un prodotto a base di farina di manioca), il pesce fritto e le zuppe a base di gombo.
Le salse sono un elemento fondamentale della cucina sierraleonese; una particolare salsa di arachidi, infatti, è generalmente considerata il cibo nazionale per eccellenza. Le foglie di manioca sono largamente consumate nel Paese, in particolare presso la popolazione degli Sherbro, che vive principalmente nei luoghi litoranei e sublitoranei, vicino all'Oceano Atlantico; queste foglie vengono prima lavate e poi tritate con l'impiego di un mortaio, venendo in seguito grattugiate prima della cottura. Le foglie di manioca vengono anche impiegate per la realizzazione di una salsa tipica dell'Africa occidentale, detta sauce palabre.
La ginger beer è una bevanda analcolica prodotta artigianalmente in Sierra Leone; è a base di zenzero ed è addolcita da zucchero e chiodi di garofano o da succo di lime.

## Piatti tipici

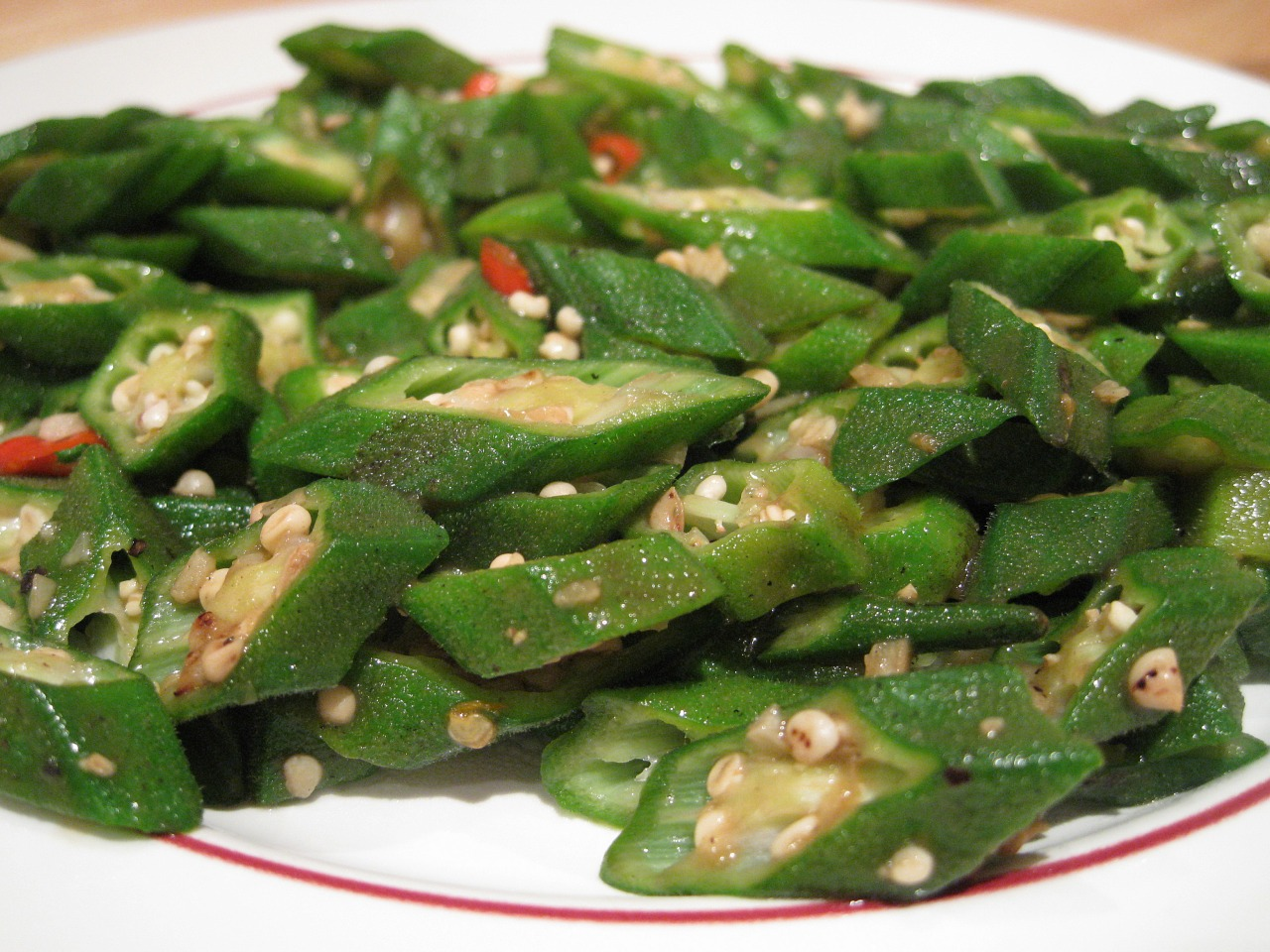
Insalata di gombo
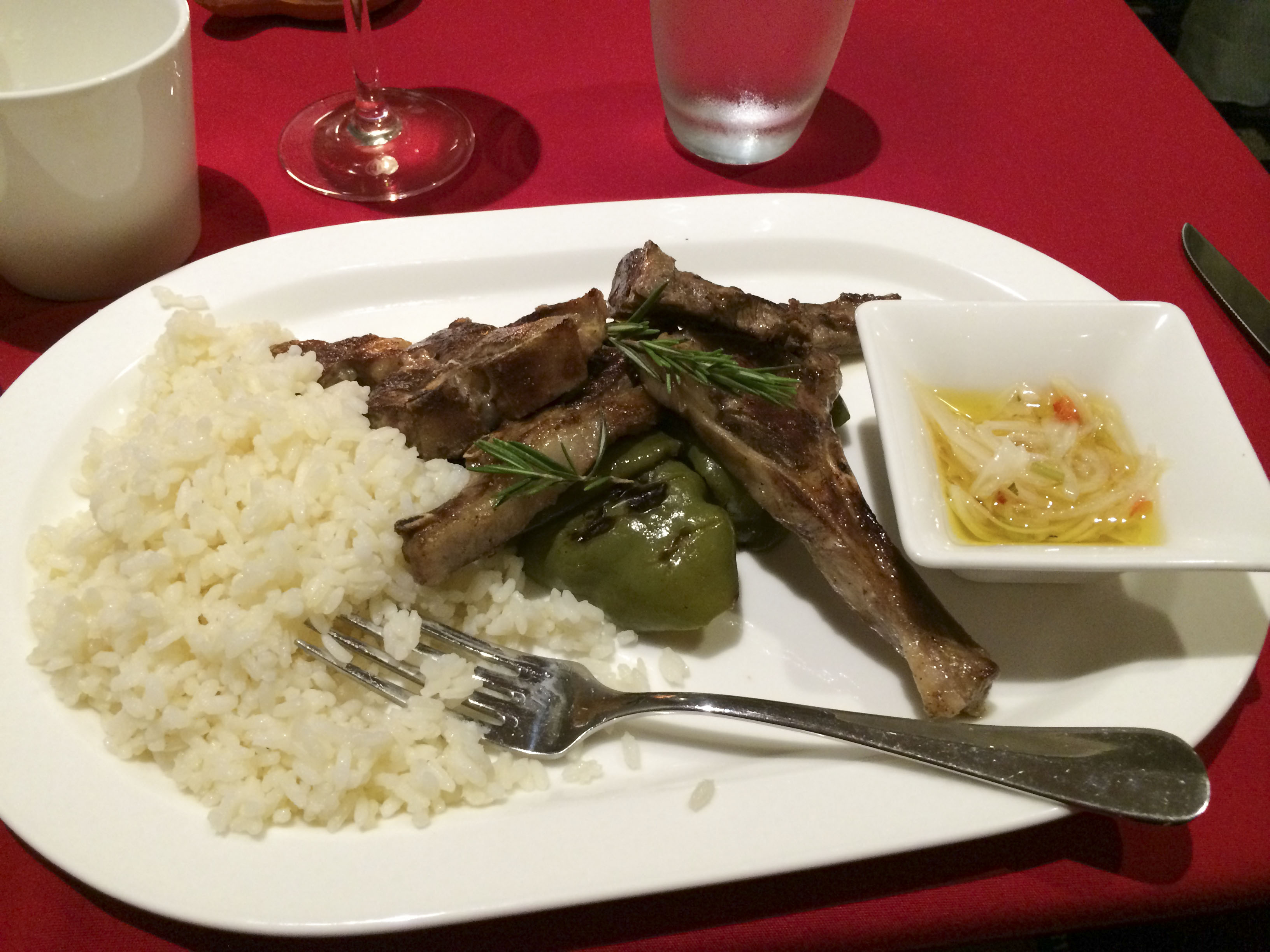
Riso e agnello
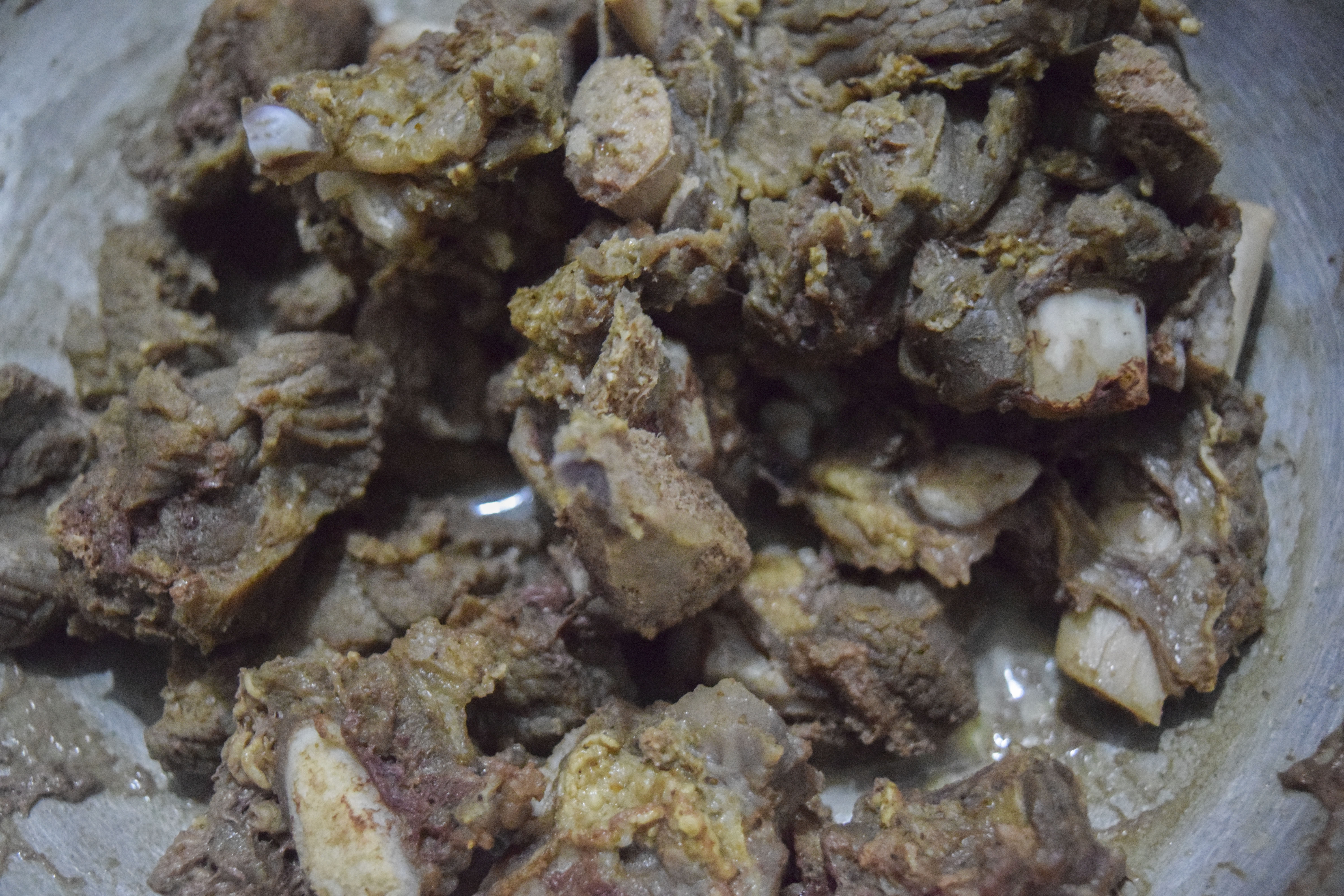
Bollito di carne di manzo
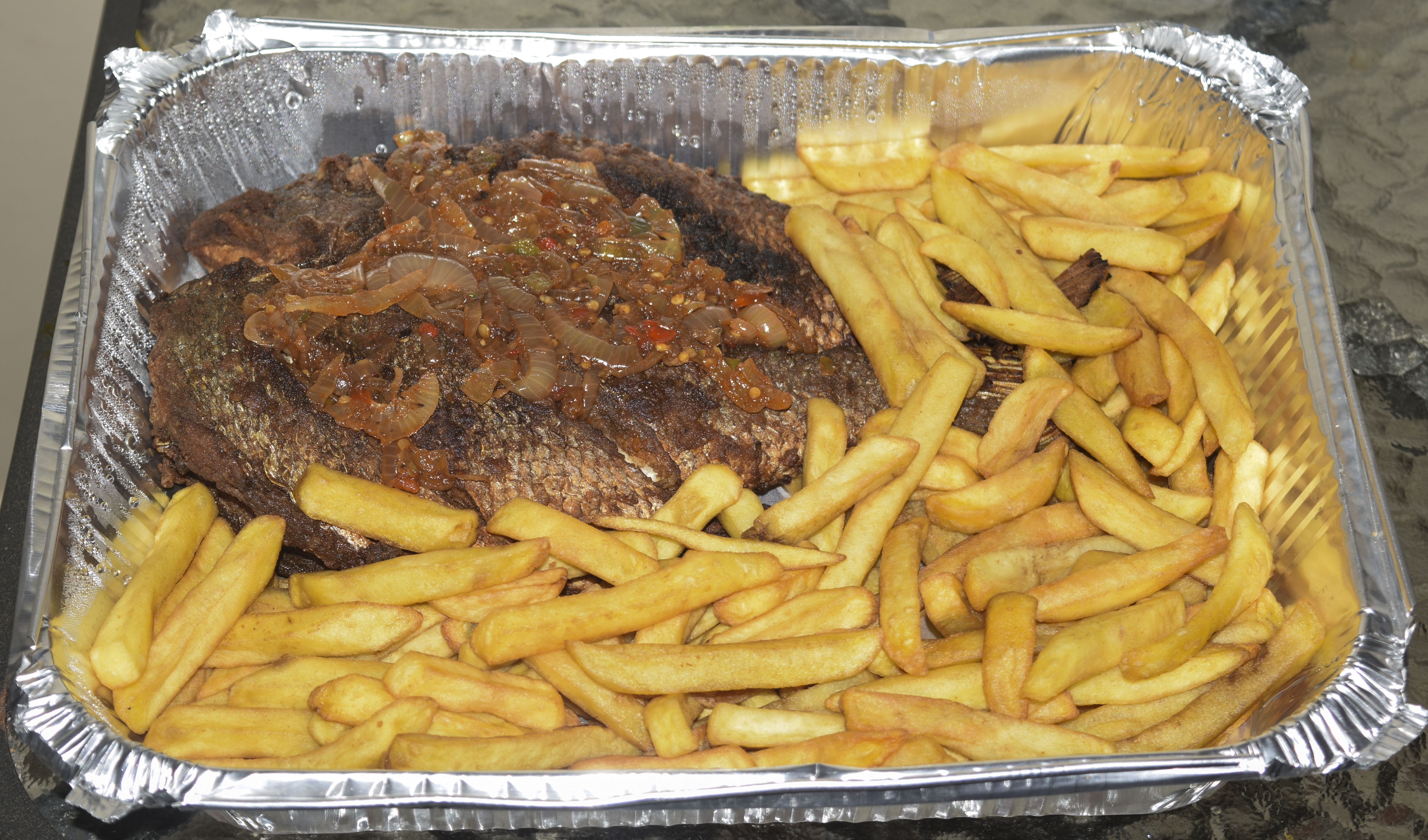
Pesce e patate fritte con salsa al peperoncino
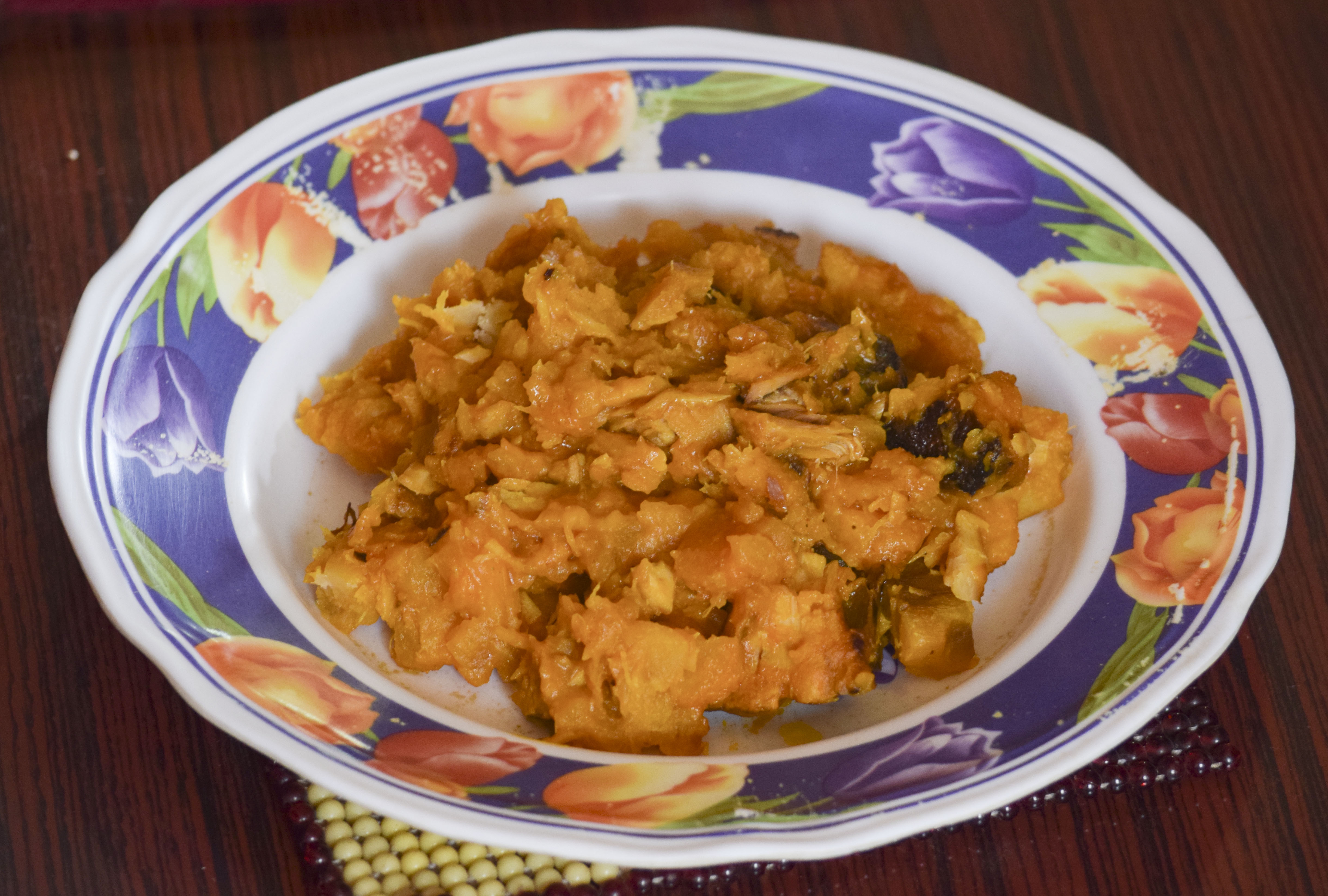
Ebeh (igname e patate)